# Risekatslösa församling
Risekatslösa församling var en församling i Lunds stift och i Bjuvs kommun. Församlingen uppgick 2006 i Bjuvs församling.

## Administrativ historik
Församlingen har medeltida ursprung. 
Församlingen var till 1 maj 1929 annexförsamling i pastoratet Hässlunda och Risekatslösa. Från 1 maj 1929 till 1962 var församlingen annexförsamling i pastoratet Ekeby, Hässlunda och Risekatslösa. Från 1962 till 1967 var den annexförsamling i pastoratet Norra Vram, Bjuv och Risekatslösa, från 1967 annexförsamling i pastoratet Bjuv, Norra Vram och Risekaslösa. Församlingen uppgick 2006 i Bjuvs församling.

## Kyrkor
- Risekatslösa kyrka